# Redcliff (Alberta)

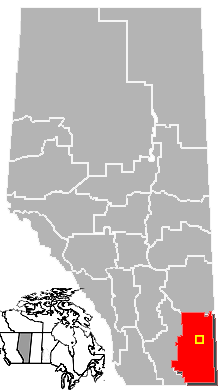
Localização de Redcliff em Alberta.

Redcliff é um município canadense da província de Alberta. Está localizado ao norte de Medicine Hat e sua população, em 2001, era de 4.372 habitantes.